# Journal of the American Statistical Association
Le Journal of the American Statistical Association est une revue académique de statistiques publiée par la Société américaine de statistique.
La revue est publiée sous ce nom depuis 1922. Auparavant, elle a été publiée sous le nom Publications of the American Statistical Association (1888 - 1912) puis Quarterly publications of the American Statistical Association (1912 - 1921). 

## Bibliométrie
En 2010, son facteur d'impact est de 2.063, ce qui en fait le 10e journal dans la catégorie « Statistiques et probabilités »  du Journal Citation Reports.
D'après une enquête auprès des statisticiens réalisée en 2003, le Journal of the American Statistical Association est la première revue parmi les revues de statistiques appliquées et la seconde revue après  Annals of Statistics pour les statistiques mathématiques.